# 吉鲁巴

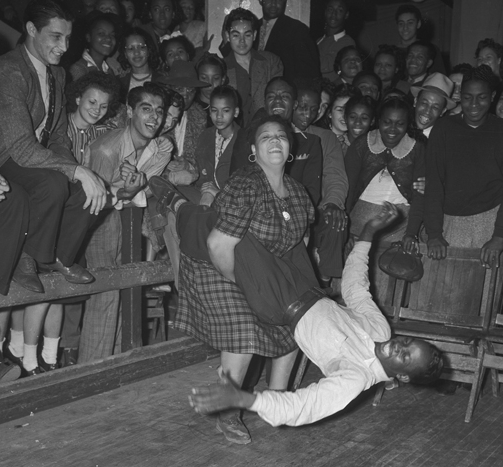
1939年的洛杉矶，有人在跳吉鲁巴

吉鲁巴（Jitterbug）是20世纪初在美国非裔美国人中流行的一种舞蹈，該種舞蹈与各种类型的搖擺舞如林迪舞、捷舞、東海岸搖擺舞等有所關聯。